# Blood Red Sky
Blood Red Sky è un film del 2021 diretto da Peter Thorwarth. 
Il film, d'azione e horror, è stato distribuito in esclusiva da Netflix.

## Trama
L'aereo Transatlantic 473 ha subito un tentativo di attentato terroristico ma è riuscito ad atterrare. Il piccolo Elias è stato il primo passeggero ad essere stato messo in salvo. Il bambino era infatti uno dei passeggeri dell'aereo insieme a sua madre, donna ufficialmente malata di tumore che si sta recando all'estero per sottoporsi a una cura. I due vengono colti alla sprovvista come tutti gli altri passeggeri quando un gruppo di terroristi uccide parte del personale e prende il controllo dell'aereo, e Nadja (la madre di Elias) è stata addirittura colpita in pieno petto con un colpo di pistola da uno dei terroristi. La donna tuttavia non è morta a causa di una sua caratteristica: lei non è malata di tumore ma di vampirismo, una maledizione che può tornare utile per modificare una seconda volta le sorti di quel volo. I terroristi non si arrendono davanti al potere della vampira e tentano ancora di riacquisire il controllo dell’aereo sfruttando i punti deboli di Nadja. Ciò che non hanno tenuto in conto è quello che perfino un bambino è in grado di fare per proteggere una persona a cui vuole bene. Dalla loro parte ci sono anche un fisico di origine araba che i terroristi avevano in programma di sfruttare per i loro scopi e uno studente di ingegneria in grado di pilotare un aereo. Uno dei terroristi si inietta il sangue di Nadja per diventare egli stesso un vampiro pur di portare a termine il proprio fine e contrastare la forza e la superiorità della donna. Tuttavia Nadja sa bene come fronteggiare anche i propri simili, esperienza da lei già vissuta quando fu trasformata in una vampira. I loro istinti però difficili da combattere e controllare: presto la maledizione si diffonde fra i passeggeri, infettandoli tutti. Quando l'aereo è a terra, proprio l'emergenza vampiri mette a rischio la sorte dell’intera umanità: soltanto Elias sa come evitare che la situazione precipiti.

## Produzione
Il film è stato girato a Praga nella seconda metà del 2020. Nel settembre 2020 la produzione è stata sospesa a causa di vari casi di COVID-19 presenti nella troupe. In un primo momento il titolo dell'opera avrebbe dovuto essere Transatlantic 473. Il budget investito per la produzione del film ammonta a 17,7 milioni di dollari.

## Distribuzione
Il film è stato reso disponibile in tutto il mondo su Netflix il 23 luglio 2021.

## Accoglienza

### Incassi
Con 50 milioni di spettatori ottenuti durante le prime quattro settimane dalla sua pubblicazione, Red Blood Sky ha infranto il record di produzione originale Netflix di produzione tedesca di maggior successo di sempre.

### Critica
Sull'aggregatore Rotten Tomatoes il film riceve l'81% delle recensioni professionali positive con un voto medio di 6,6 su 10 basato su 26 critiche, mentre su Metacritic ottiene un punteggio di 43 su 100 basato su 6 critiche.